# Łuby (Murawy)
Łuby – część wsi Murawy w Polsce, położona w województwie podlaskim, w powiecie łomżyńskim, w gminie Piątnica.

## Historia
W latach 1921–1939 wieś leżała w województwie białostockim, w powiecie kolneńskim (od 1932 w powiecie łomżyńskim), w gminie Rogienice.
Według Powszechnego Spisu Ludności z 1921 roku zamieszkiwało:
- wieś z osadą młyńska – 15 osób w 2 budynkach mieszkalnych[4].
- folwark –  65 osób, 55 było wyznania rzymskokatolickiego a 10 mojżeszowego. Jednocześnie 55 mieszkańców zadeklarowało polską przynależność narodową a 10 żydowską. Były tu 3 budynki mieszkalne[4].

Miejscowości należały do parafii rzymskokatolickiej w m. Piątnica. Podlegała pod Sąd Grodzki w Stawiskach i Okręgowy w Łomży; właściwy urząd pocztowy mieścił się w m. Mały Płock.
W latach 1975–1998 miejscowość należała administracyjnie do województwa łomżyńskiego.